# Albert Belmont
Albert Belmont (* 26. Oktober 1875 in Cham; † 26. September 1969 in Basel, reformiert, danach konfessionslos, heimatberechtigt in Schwyz) war ein Schweizer Politiker (SP/KPS) und Gewerkschafter.

## Biografie
Albert Belmont kam am 26. Oktober 1875 in Cham als Sohn des Schreiners Josef Albert Nazar Belmont und der Franziska Josepha Theresia geborene Peter zur Welt. Belmont nahm ein Studium der Rechte an den Universitäten Freiburg, Genf und Zürich auf, das er 1908 mit dem Erwerb des akademischen Grades eines Dr. iur. abschloss. In unmittelbarer Folge war er von 1908 bis 1916 als Rechtsanwalt in Zug, daran anschliessend in Basel, davon bis 1934 als Associé von Franz Welti, tätig.
Albert Belmont war mit der gebürtigen Jonschwilerin Maria Ida geborene Eisenring verheiratet. Er verstarb am 26. September 1969 einen Monat vor Vollendung seines 94. Lebensjahres in Basel.

## Politischer Werdegang
Albert Belmont war als führender Grütlianer in Zug zu Beginn seiner politischen Karriere in den Jahren 1910 bis 1916 im Gemeinderat (Legislative) sowie Kantonsrat vertreten. Nach 1920 wechselte er schliesslich von der Sozialdemokratischen Partei zur Kommunistischen Partei.
In Basel sass er von 1917 bis zum KP-Verbot 1940 im Grossrat. Darüber hinaus nahm er für den Kanton von 1919 bis 1925 Einsitz in den Nationalrat. Dazu präsidierte er ab 1921 die Kommunistische Partei der Stadt Basel. 1919 wurde er zum Präsidenten der Basler Strassenbahner-Gewerkschaft gewählt.